# ヒプノシスマイクのディスコグラフィ
ヒプノシスマイクのディスコグラフィでは、キャラクターCD『ヒプノシスマイク』のCD作品について記述する。発売元はEVIL LINE RECORDS。

## Division CD
ディビジョン楽曲3トラック、音声ドラマ2トラック、ディビジョン楽曲のオフボーカル3トラック収録。

### Buster Bros!!!『Buster Bros!!! Generation』
2017年10月25日発売。規格品番：KICM-3331。
収録曲
1. 俺が一郎
  - 作詞 - 好良瓶太郎 / 作曲・編曲 - 月蝕會議 / 歌 - 山田一郎（木村昴）

2. センセンフコク
  - 作詞・作曲・編曲 - 月蝕會議 / 歌 - 山田二郎（石谷春貴）

3. New star
  - 作詞・作曲・編曲 - 三浦康嗣（Sampling：「G線上のアリア」 / 作曲 - Johann Sebastian Bach） / 歌 - 山田三郎（天﨑滉平）

4. イケブクロ・ディビジョン Buster Bross!!! Drama Track①
5. イケブクロ・ディビジョン Buster Bross!!! Drama Track②
6. 俺が一郎（off vocal ver.）
7. センセンフコク（off vocal ver.）
8. New star（off vocal ver.）

### MAD TRIGGER CREW『BAYSIDE M.T.C』
2017年11月15日発売。規格品番：KICM-3332。
収録曲
1. G anthem of Y-CITY
  - 作詞 - サイプレス上野 / 作曲・編曲 - ALI-KICK / 歌 - 碧棺左馬刻（浅沼晋太郎）

2. ベイサイド・スモーキングブルース
  - 作詞 - KURO / 作曲 - CHIVA・KURO / 編曲 - CHIVA from BUZZER BEATS for D.O.C / 歌 - 入間銃兎（駒田航）

3. What’s My Name?
  - 作詞 - UZI / 作曲・編曲 - ALI-KICK / 歌 - 毒島メイソン理鶯（神尾晋一郎）

4. ヨコハマ・ディビジョン MAD TRIGGER CREW Drama Track①
5. ヨコハマ・ディビジョン MAD TRIGGER CREW Drama Track②
6. G anthem of Y-CITY（off vocal ver.）
7. ベイサイド・スモーキングブルース（off vocal ver.）
8. What’s My Name?（off vocal ver.）

### 麻天狼『麻天狼-音韻臨床-』
2017年12月6日発売。規格品番：KICM-3333。
収録曲
1. 迷宮壁
  - 作詞 - GADORO / 作曲・編曲 - 横山克 / 歌 - 神宮寺寂雷（速水奨）

2. シャンパン ゴールド
  - 作詞 - 藤森慎吾 / 作曲・編曲 - 月蝕會議 / 歌 - 伊弉冉一二三（木島隆一）

3. チグリジア
  - 作詞 - 弥之助（from AFRO PARKER） / 作曲 - Boy Genius（from AFRO PARKER） / 編曲 - AFRO PARKER / 歌 - 観音坂独歩（伊東健人）

4. シンジュク・ディビジョン 麻天狼 Drama Track①
5. シンジュク・ディビジョン 麻天狼 Drama Track②
6. 迷宮壁（off vocal ver.）
7. シャンパン ゴールド（off vocal ver.）
8. チグリジア（off vocal ver.）

### Fling Posse『Fling Posse-F.P.S.M-』
2017年12月27日発売。規格品番：KICM-3334。
収録曲
1. drops
  - 作詞 - CHI-MEY / 作曲 - Mike Woods, Kevin White, CHI-MEY, Andrew Bazzi, MZMC / 編曲 - CHI-MEY, Mike Woods, Kevin White, MZMC / 歌 - 飴村乱数（白井悠介）

2. シナリオライアー
  - 作詞 - 森心言（Alaska Jam/DSC） / 作曲 - RhymeTube・森心言（Alaska Jam/DSC） / 編曲 - RhymeTube / 歌 - 夢野幻太郎（斉藤壮馬）

3. 3$EVEN
  - 作詞 - 森心言（Alaska Jam/DSC） / 作曲 - BVDDHASTEP・森心言（Alaska Jam/DSC） / 編曲 - BVDDHASTEP / 歌 - 有栖川帝統（野津山幸宏）

4. シブヤ・ディビジョン Fling Posse Drama Track①
5. シブヤ・ディビジョン Fling Posse Drama Track②
6. drops（off vocal ver.）
7. シナリオライアー（off vocal ver.）
8. 3$EVEN（off vocal ver.）

## Battle CD
バトル楽曲1トラック、ディビジョン楽曲2トラック、音声ドラマ2トラック収録。初回封入特典のBattleカードに記載されているシリアルナンバーで応援するディビジョンに投票することが出来る。

### Buster Bros!!! VS MAD TRIGGER CREW
2018年5月16日発売。規格品番：KICA-3272。
収録曲
1. WAR WAR WAR
  - 作詞 - EGO・TENZAN / 作曲・編曲 - yuto.com・Kiwy / 歌 - Buster Bros!!!・MAD TRIGGER CREW

2. IKEBUKURO WEST GAME PARK
  - 作詞 - 好良瓶太郎 / 作曲・編曲 - 月蝕會議 / 歌 - Buster Bros!!!

3. Yokohama Walker
  - 作詞 - peko / 作曲・編曲 - ist / 歌 - MAD TRIGGER CREW

4. Drama Track「Know Your Enemy side B.B VS M.T.C」
5. Drama Track「Louder Than A Bomb」

### Fling Posse VS 麻天狼
2018年7月18日発売。規格品番：KICA-3273。
収録曲
1. BATTLE BATTLE BATTLE
  - 作詞 - KEN THE 390 / 作曲・編曲 - RhymeTube / 歌 - Fling Posse・麻天狼

2. Shibuya Marble Texture -PCCS-
  - 作詞 - 弥之助（from AFRO PARKER） / 作曲 - Avec Avec・弥之助（from AFRO PARKER） / 編曲 - Avec Avec / 歌 - Fling Posse

3. Shinjuku Style 〜笑わすな〜
  - 作詞 - Mr.Q・山☮マン（ラッパ我リヤ） / 作曲 - 安藤健作（noTOKYO）・hatch（Mellow Monk Connection） / 編曲 - ラッパ我リヤ / 歌 - 麻天狼

4. Drama Track「Know Your Enemy Side F.P VS M」
5. Drama Track「Just A Friend」

## Final Battle CD
初回製造分のみBattleカードが封入される。

### MAD TRIGGER CREW VS 麻天狼
2018年11月14日発売。規格品番：KICA-3274。オリコンチャートでは、CDアルバムが初動7.2万枚、デジタルアルバムが0.6万ダウンロードを記録しそれぞれ週間1位を獲得。キャラクターによるアルバムとしては、CD・デジタルの両方で1位を獲得した初の作品となった。その後も4週目までTOP10入りし続け、声優及びアニメキャラクターのアルバムとして、史上初の4週連続TOP10入りを果たした。また、男性キャラクターによるアルバムとしては当時の最高初動売上となっていた。
1. DEATH RESPECT
  - 作詞 - KOJIMA / 作曲・編曲 - 山嵐 / 歌 - MAD TRIGGER CREW・麻天狼

2. IKEBUKURO WEST GAME PARK（Boyz Sunshine remix）
  - remixed by 三浦康嗣（□□□）
  - 作詞 - 好良瓶太郎 / 作曲 - 月蝕會議 / 歌 - Buster Bros!!!

3. Yokohama Walker（Triple Trippin' remix）
  - remixed by hara（from HyperJuice）
  - 作詞 - peko / 作曲 - ist / 歌 - MAD TRIGGER CREW

4. Shibuya Marble Texture -PCCS-（Candy Dazed remix）
  - remixed by DJ KENTARO
  - 作詞 - 弥之助（from AFRO PARKER） / 作曲 - Avec Avec・弥之助（from AFRO PARKER） / 歌 - Fling Posse

5. Shinjuku Style 〜笑わすな〜（Nerve Rackin' remix）
  - remixed by DJ BAKU（KAIKOO）
  - 作詞 - Mr.Q・山☮マン（ラッパ我リヤ） / 作曲 - 安藤健作（noTOKYO）・hatch（Mellow Monk Connection） / 歌 - 麻天狼

## 麻天狼優勝記念CD

### The Champion
2019年2月27日発売。規格品番：KICA-3275。
第一回ディビジョンバトル優勝を記念して登場したチャンピオン麻天狼オリジナルCD
1. The Champion
  - 作詞 - Zeebra / 作曲・編曲 - 理貴・Zeebra / Producer - Zeebra / Co-Producer - 理貴 / 歌 - 麻天狼

2. T.D.D LEGEND
  - 作詞 - Kohei by SIMONSAYZ / 作曲 - Kohei by SIMONSAYZ・R・O・N / 編曲 - R・O・N / All Instruments - R・O・N / Sampling Voice - Kohei by SIMONSAYZ / 歌 - The Dirty Dawg

3. Drama Track「Me Against The World」
4. Drama Track「証言」

## 1st FULL ALBUM

### Enter the Hypnosis Microphone
2019年4月24日発売。オリコンチャートでは、4月23日付のデイリーチャートで8.0万枚を売り上げ2位にランクイン。それまで最高記録だったQUARTET NIGHTの「FLY TO THE FUTURE」の6.2万枚を上回り、声優及びアニメキャラクターの歴代最高のデイリー枚数を記録した、また、初日の売り上げのみで男性キャラクターによるアルバムの歴代最高初動売上（7.2万枚）を自ら更新することとなった。
通常盤
規格品番：KICA-3278。
1. Hoodstar
  - 作詞・作曲・編曲 - invisible manners（平山大介、福山整） / 歌 - Division All Stars

2. ヒプノシスマイク -Division Rap Battle-
  - 作詞・作曲・編曲 - invisible manners（平山大介、福山整） / 歌 - Division All Stars

3. おはようイケブクロ
  - 作詞 - ポチョムキン（from餓鬼レンジャー）・好良瓶太郎 / 作曲 - 三浦康嗣（□□□）・好良瓶太郎 / 編曲 - 三浦康嗣（□□□） / 歌 - Buster Bros!!!

4. IKEBUKURO WEST GAME PARK
  - 作詞 - 好良瓶太郎 / 作曲・編曲 - 月蝕會議 / 歌 - Buster Bros!!!

5. シノギ（Dead Pools）
  - 作詞・作曲・編曲 - ALI-KICK / 歌 - MAD TRIGGER CREW

6. Yokohama Walker
  - 作詞 - peko / 作曲・編曲 - ist / 歌 - MAD TRIGGER CREW

7. Stella
  - 作詞 - 弥之助(from AFRO PARKER) / 作曲 - ESME MORI・弥之助(from AFRO PARKER) / 編曲 - ESME MORI / 歌 - Fling Posse

8. Shibuya Marble Texture -PCCS-
  - 作詞 - 弥之助（from AFRO PARKER） / 作曲 - Avec Avec・弥之助（from AFRO PARKER） / 編曲 - Avec Avec / 歌 - Fling Posse

9. パピヨン
  - 作詞 - 岩間俊樹 (SANABAGUN.) / 作曲 - 大林亮三 (SANABAGUN.) / 編曲 - 岩間俊樹・大林亮三 / 歌 - 麻天狼

10. Shinjuku Style 〜笑わすな〜
  - 作詞 - Mr.Q・山☮マン（ラッパ我リヤ） / 作曲 - 安藤健作（noTOKYO）・hatch（Mellow Monk Connection） / 編曲 - ラッパ我リヤ / 歌 - 麻天狼

11. T.D.D LEGEND
  - 作詞 - Kohei by SIMONSAYZ / 作曲 - Kohei by SIMONSAYZ・R·O·N / 編曲 - R·O·N / 歌 - The Dirty Dawg

12. ヒプノシスマイク -Division Battle Anthem-
  - 作詞・作曲・編曲 - invisible manners（平山大介、福山整） / 歌 - Division All Stars

初回限定LIVE盤
規格品番：KICA-93278。
Blu-ray
1. 「ヒプノシスマイク -Division Rap Battle- 2nd LIVE@シナガワ《韻踏闘技大會》」
2. 「ヒプノシスマイク -Division Rap Battle- 3rd LIVE@オダイバ《韻踏闘技大會》」

初回限定Drama Track盤
規格品番：KICA-93279。
Drama Track Vol.1
1. Fight For Your Right
2. Somebody Gotta Do It
3. We Just Wanna Party with You
4. 29歳のリアル

Drama Track Vol.2
1. Don’t Play No Game That I Can’t  Win

## 6か月連続発売CD

### どついたれ本舗『あゝオオサカdreamin'night』
2019年10月30日発売。規格品番：KICA-3280。
収録曲
オオサカ・ディビジョン登場を記念して発売されたどついたれ本舗、新アルバム
1. あゝオオサカdreamin'night
  - 作詞 - R-指定 / 作曲・編曲 - DJ松永 / 歌 - どついたれ本舗

2. Tragic Transistor
  - 作詞 - HIDADDY / 作曲・編曲 - ALI-KICK / 歌 - 白膠木簓（岩崎諒太）

3. Own Stage
  - 作詞 - 蛭間大地 / 作曲 - 蛭間大地・maeshima soshi / 編曲 - maeshima soshi / 歌 - 躑躅森盧笙（河西健吾）

4. FACES
  - 作詞 - Amon Hayashi / 作曲 - DirtyOrange・Amon Hayashi / 編曲 - DirtyOrange / 歌 - 天谷奴零（黒田崇矢）

5. Drama Track「aikata back again」

Drama trackにはどついたれ本舗結成秘話を語ったストーリーが収録。

### Bad Ass Temple『Bad Ass Temple Funky Sounds』
2019年11月27日発売。規格品番：KICA-3281。
収録曲
ナゴヤ・ディビジョン登場を記念して発売されたBad Ass Temple、新アルバム
1. Bad Ass Temple Funky Sounds
  - 作詞 - Crystal Boy・ヤス一番？・ホクロマン半ライス!!!・ノリダファンキーシビレサス / 作曲・編曲 - DJ MITSU / 歌 - Bad Ass Temple

2. そうぎゃらんBAM
  - 作詞・作曲・編曲 - Diggy-MO' / 歌 - 波羅夷空却（葉山翔太）

3. 月光陰 -Moonlight Shadow
  - 作詞 - Euskyss（Leetspeak monsters） / 作曲・編曲 - Leetspeak monsters / 歌 - 四十物十四（榊原優希）

4. One and Two, and Law
  - 作詞 - KURO / 作曲 - CHIVA・KURO / 編曲 - CHIVA from BUZZER BEATS for D.O.C. / 歌 - 天国獄（竹内栄治）

5. Drama Track「不退転の心は撃ち砕けない」

Drama trackにはBad Ass Temple結成秘話を語ったストーリーを収録。

### Buster Bros!!!『Buster Bros!!! -Before The 2nd D.R.B-』
2019年12月25日発売。規格品番：KICA-3282。
収録曲
1. Break the wall
  - 作詞 - 好良瓶太郎 / 作曲 - 西寺郷太 / 編曲 - 西寺郷太・冨田謙 / 歌 - 山田一郎（木村昴）

2. School of IKB
  - 作詞・作曲・編曲 - JABBA DA FOOTBALL CLUB / 歌 - 山田二郎（石谷春貴）

3. レクイエム
  - 作詞・作曲・編曲 - 三浦康嗣（□□□）（Sampling：「レクイエム“怒りの日”」 / 作曲：Giuseppe Verdi） / 歌 - 山田三郎（天﨑滉平）

4. Drama Track「Helter Skelter」

### MAD TRIGGER CREW『MAD TRIGGER CREW -Before The 2nd D.R.B-』
2020年1月29日発売。規格品番：KICA-3283。
収録曲
1. Gangsta's Paradise
  - 作詞 - RAU DEF / 作曲・編曲 - Kouya matsukawa / 歌 - 碧棺左馬刻（浅沼晋太郎）

2. Uncrushable
  - 作詞 - kickhaiku / 作曲・編曲 - ist / 歌 - 入間銃兎（駒田航）

3. 2DIE4
  - 作詞・作曲・編曲 - ELIONE / 歌 - 毒島メイソン理鶯（神尾晋一郎）

4. Drama Track「All in the same boat」

### Fling Posse『Fling Posse -Before The 2nd D.R.B-』
2020年2月26日発売。規格品番：KICA-3284。
収録曲
1. ピンク色の愛
  - 作詞 - Amy Ray / 作曲 - Amy Ray・ILLCAMP / 編曲 - ILLCAMP / 歌 - 飴村乱数（白井悠介）

2. 蕚
  - 作詞 - basho・ESME MORI / 作曲・編曲 - ESME MORI / 歌 - 夢野幻太郎（斉藤壮馬）

3. SCRAMBLE GAMBLE
  - 作詞 - 森心言 / 作曲 - BENCH. / 編曲 - DALLJUB STEP CLUB / 歌 - 有栖川帝統（野津山幸宏）

4. Drama Track「マリオネットの孤独と涙と希望と」

### 麻天狼『麻天狼 -Before The 2nd D.R.B-』
2020年3月25日発売。規格品番：KICA-3285。
収録曲
1. 君あり故に我あり
  - 作詞 - 韻シスト(BASI,サッコン) / 作曲 - 韻シスト(Shyoudog,TAKU,TAROW-ONE) / 編曲 - 韻シスト / 歌 - 神宮寺寂雷（速水奨）

2. パーティーを止めないで
  - 作詞・作曲 - 鬼龍院翔 / 編曲 - 鬼龍院翔・tatsuo / 歌 - 伊弉冉一二三（木島隆一）

3. BLACK OR WHITE
  - 作詞 - DOTAMA / 作曲 - ANIMAL HACK・DOTAMA / 編曲 - ANIMAL HACK / 歌 - 観音坂独歩（伊東健人）

4. Drama Track「過去からのchaser」

## 2nd Division Rap Battle CD
バトル楽曲1トラック、ディビジョン楽曲2トラック、音声ドラマ2トラック収録。初回封入特典のCD投票券に記載されているシリアルナンバーで応援するディビジョンに投票することが出来る。

### 1st Battle CD『どついたれ本舗 VS Buster Bros!!!』
2021年2月24日発売。規格品番：KICA-3289。
収録曲
1. Joy for Struggle
  - 作詞 - ポチョムキン / 作曲 - MZO・ポチョムキン / 編曲 - MZO / 歌- どついたれ本舗・Buster Bros!!!

2. 笑オオサカ！〜What a OSAKA!
  - 作詞 - トータス松本・SHINGO★西成 / 作曲 - トータス松本 / 編曲 - ウルフルズ&菅原龍平 / 歌 - どついたれ本舗

3. Re:start!!!
  - 作詞 - WILYWNKA・VIGORMAN / 作曲・編曲 - GeG / 歌 - Buster Bros!!!

4. Drama Track「Aikata(s) Back Again」
5. Drama Track「Life is what you make it」

### 2nd Battle CD『Bad Ass Temple vs 麻天狼』
2021年3月10日発売。規格品番：KICA-3290。
収録曲
1. Light & Shadow
  - 作詞 - KEN THE 390 / 作曲・編曲 - 井手コウジ / 歌 - Bad Ass Temple・麻天狼

2. 開眼
  - 作詞 - アフロ / 作曲・編曲 - 池永正二（あらかじめ決められた恋人たちへ） / 歌 - Bad Ass Temple

3. TOMOSHIBI
  - 作詞 - GADORO / 作曲・編曲 - DJ KRUSH / 歌 - 麻天狼

4. Drama Track「和衷共同」
5. Drama Track「錆びつけば進めず、臆すれば誇りを失う。故に我々は己に否を焼べ、火を灯し続ける」

### 3rd Battle CD『Fling Posse VS MAD TRIGGER CREW』
2021年3月24日発売。規格品番：KICA-3291。
収録曲
1. Reason to FIGHT
  - 作詞 - ALI-KICK / 作曲・編曲 - TeddyLoid / 歌 - Fling Posse・MAD TRIGGER CREW

2. Black Journey
  - 作詞 - たなか / 作曲 - ケンカイヨシ・たなか / 編曲 - ケンカイヨシ / 歌 - Fling Posse

3. HUNTING CHARM
  - 作詞 - FORK（ICE BAHN）・玉露（ICE BAHN）・KIT（ICE BAHN）/ 作曲・編曲 - Dirty Orange / 歌 - MAD TRIGGER CREW

4. Drama Track「Catch Us If You Can」
5. Drama Track「A dream… for good or evil」

### Final Battle CD『Buster Bros!!! VS 麻天狼 VS Fling Posse』
2021年9月8日発売。規格品番：KICA-3293。
収録曲
1. SHOWDOWN
  - 作詞：Kj・invisible manners（平山大介・福山 整） / 作曲・編曲：Dragon Ash / 歌 - Buster Bros!!!・麻天狼・Fling Posse

2. Hoodstar +
  - 作詞・作曲・編曲：invisible manners / 歌 - Division All Stars

3. 2nd D.R.B NON-STOP DIVISION MIX
  - Remixed by DJ U-ICHI

## Fling Posse優勝記念CD

### キズアトがキズナとなる
2022年3月16日発売。規格品番：KICA-3294。
第二回ディビジョンバトル優勝を記念して登場したチャンピオンFling PosseオリジナルCD
1. キズアトがキズナとなる
  - 作詞・作曲・編曲：KREVA / 歌 - Fling Posse

2. UNITED EMCEEZ -Enter the HEXAGON-
  - 作詞：Amon Hayashi / 作曲：Amon Hayashi・NAOtheLAIZA / 編曲：NAOtheLAIZA・Ryuichi Kureha / 歌 - Division Leaders

3. Drama Track「六色が交わる時、『』が始まる」
4. Drama Track「Fling Posse Inc.」

## 2nd FULL ALBUM

### CROSS A LINE
2022年6月15日発売。
初回限定盤DISC 1・通常盤
規格品番（通常盤）：KICA-3296、規格品番（初回限定盤）：KICA-93296。
1. CROSS A LINE
  - 作詞・作曲・編曲 - invisible manners（平山大介、福山整） / 歌 - Division All Stars

2. ヒプノシスマイク -Division Rap Battle- ＋
  - 作詞・作曲・編曲 - invisible manners（平山大介、福山整） / 歌 - Division All Stars

3. IKEBUKURO WEST BLOCK PARTY
  - 作詞 - 焚巻 / 作曲・編曲 - DJ U-ICHI / 歌 - Buster Bros!!!
  - (山田一郎　山田二郎　山田三郎　CV,木村昴　石谷春貴　天崎滉平)

4. Scarface
  - 作詞 - D&H（PURPLE NIGHT）、SUNNY BOY for TinyVoice,Production / 作曲 - SUNNY BOY / 編曲 - SUNNY BOY、ko / 歌 - MAD TRIGGER CREW
  - (碧棺左馬刻　入間銃兎　毒島メイソン理鶯　CV,浅沼晋太郎　駒田航　神尾晋一郎)

5. とりま Get on the floor
  - 作詞 - 弥之助（from AFRO PARKER） / 作曲 - tofubeats、弥之助（from AFRO PARKER） / 編曲 - tofubeats / 歌 - Fling Posse
  - (飴村乱数　夢野幻太郎　有栖川帝統　CV,白井悠介　斉藤壮馬　野津山幸宏)

6. シンクロ・シティ
  - 作詞 - ザ・おめでたズ / 作曲・編曲 - DJ HASEBE / 歌 - 麻天狼
  - (神宮寺寂雷　伊弉冉一二三　観音坂独歩　CV,速水奨　木島隆一　伊東健人)

7. 縁 -ENISHI-
  - 作詞 - CHEHON、NATURAL WEAPON / 作曲・編曲 - Seiji "JUNIOR"Kawabata / 歌 - どついたれ本舗
  - (白膠木簓　躑躅森盧笙　天谷奴零　CV,岩崎諒太　河西健吾　黒田崇矢)

8. でらすげぇ宴
  - 作詞 - HIROMI  / 作曲 - T-SK、HIROMI / 編曲 - T-SK / 歌 - Bad Ass Temple
  - (波羅夷空却　四十物十四　天国獄　CV,葉山翔太　榊原優希　竹内栄治)

9. ヒプノシスマイク -Division Battle Anthem- ＋
  - 作詞・作曲・編曲 - invisible manners（平山大介、福山整） / 歌 - Division All Stars

10. ヒプノシスマイク -Glory or Dust-
  - 作詞・作曲・編曲 - invisible manners（平山大介、福山整） / 歌 - Division All Stars

11. Hoodstar ＋
  - 作詞・作曲・編曲 - invisible manners（平山大介、福山整） / 歌 - Division All Stars

12. SUMMIT OF DIVISIONS
  - 作詞・作曲 - M.KOSHIMA、Y.MATSUMOTO、S.MATSUMOTO、ぎぎぎのでにろう / Produced by スチャダラパー / 歌 - Division All Stars

初回限定盤DISC 2
1. Survival of the Illest +
  - ゲーム「ヒプノシスマイク -Alternative Rap Battle-」OP曲
  - 作詞 - Amon Hayashi / 作曲 - DirtyOrange、Amon Hayashi / 編曲 - DirtyOrange / 歌 - Division All Stars

2. Nausa de Zuiqu
  - 「ヒプノシスマイク -Before The Battle- The Dirty Dawg」コミックス限定版第１巻付属CD
  - 作詞・作曲・編曲 - CHI-MEY / 歌 - 山田一郎（木村昴）、碧棺左馬刻（浅沼晋太郎）

3. BB's City
  - 「ヒプノシスマイク –Division Rap Battle- side B.B & M.T.C」コミックス限定版第１巻付属CD
  - 作詞 - maeshima soshi、月蝕會議 / 作曲・編曲 - 月蝕會議 / 歌 - 山田二郎（石谷春貴）、山田三郎（天﨑滉平）

4. Wrap&Rap 〜3分バイブスクッキング〜
  - 「ヒプノシスマイク –Division Rap Battle- side F.P & M」コミックス限定版第１巻付属CD
  - 作詞・作曲・編曲 - CHI-MEY / 歌 - 伊弉冉一二三（木島隆一）、観音坂独歩（伊東健人）

5. LESSON
  - 「ヒプノシスマイク -Before The Battle- The Dirty Dawg」コミックス限定版第３巻付属CD
  - 作詞 - peko / 作曲・編曲 - Cosaqu / 歌 - 飴村乱数（白井悠介）、神宮寺寂雷（速水奨）

6. Private Time
  - 「ヒプノシスマイク –Division Rap Battle- side B.B & M.T.C」コミックス限定版第３巻付属CD
  - 作詞 - マチーデフ / 作曲 - マチーデフ、KO-ney / 編曲 - KO-ney / 歌 - 入間銃兎（駒田航）、毒島メイソン理鶯（神尾晋一郎）

7. Once Upon a Time in Shibuya
  - 「ヒプノシスマイク –Division Rap Battle- side F.P & M」コミックス限定版第３巻付属CD
  - 作詞・作曲・編曲 - ALI-KICK / 歌 - 夢野幻太郎（斉藤壮馬）、有栖川帝統（野津山幸宏）

8. なにわ☆パラダイ酒
  - 「ヒプノシスマイク‐Division Rap Battle-Side D.H & B.A.T」コミックス限定版第１巻付属CD
  - 作詞 - 梅田サイファー（KZ、KBD、KOPERU） / 作曲・編曲 - Cosaqu / 歌 - どついたれ本舗
  - (白膠木簓　躑躅森盧笙　天谷奴零　CV,岩崎諒太　河西健吾　黒田崇矢)

9. R.I.P.
  - 「ヒプノシスマイク‐Division Rap Battle-Side D.H & B.A.T」コミックス限定版第３巻付属CD
  - 作詞 - SEAMO / 作曲 - T-SK、HIROMI / 編曲 - T-SK / 歌 - Bad Ass Temple
  - (波羅夷空却　四十物十四　天国獄　CV,葉山翔太　榊原優希　竹内栄治)

10. Hang out!
  - 作詞・作曲・編曲 - invisible manners（平山大介、福山整） / 歌 - Division All Stars

初回限定盤DISC 3
Drama Track「Mixed Up」

## Division CD（どついたれ本舗・Bad Ass Temple）
2022年9月2日発売。
ディビジョン楽曲3トラック、ディビジョン楽曲のオフボーカル3トラック収録。

### どついたれ本舗『どついたれ本舗 -No double dipping!-』
規格品番：KICM-3374。
収録曲
1. コメディアン・ラプソディ
  - 作詞 - KOPERU / 作曲・編曲 - FReECOol / 歌 - 白膠木簓（岩崎諒太）

2. Under Sail
  - 作詞 - 空音 / 作曲・編曲：maeshima soshi / 歌 - 躑躅森盧笙（河西健吾）

3. Count the money
  - 作詞 - ぽおるすみす / 作曲 - INNOSENT in FORMAL・TAKAMICHI TSUGEI / 編曲 - TAKAMICHI TSUGEI / 歌 - 天谷奴零（黒田崇矢）

4. コメディアン・ラプソディ（off vocal ver.）
5. Under Sail（off vocal ver.）
6. Count the money（off vocal ver.）

### Bad Ass Temple『Bad Ass Temple -戒定慧-』
規格品番：KICM-3375。
収録曲
1. Young Gun of The Sun
  - 作詞 - SEAMO / 作曲 - 04 Limited Sazabys・SEAMO / 編曲 - 04 Limited Sazabys / 歌 - 波羅夷空却（葉山翔太）

2. Violet Masquerade
  - 作詞 - 瀧尾沙 / 作曲・編曲 - tatsuo / 歌 - 四十物十四（榊原優希）

3. If I Follow My Heart
  - 作詞 - LEO・GOMESS / 作曲 - LEO・JIN / 編曲 - ALI / 歌 - 天国獄（竹内栄治）

4. Young Gun of The Sun（off vocal ver.）
5. Violet Masquerade（off vocal ver.）
6. If I Follow My Heart（off vocal ver.）

## 中王区 “言の葉党” CD
楽曲4トラック、音声ドラマ1トラック収録。

### Verbal Justice
2023年4月12日発売。規格品番：KICA-3298。
収録曲
1. Verbal Justice
  - 作詞 - Awich / 作曲 - Awich・Chaki Zulu / 編曲 - Chaki Zulu / 歌 - 中王区 言の葉党

2. Just do it
  - 作詞 - MARIA / 作曲 - A.G.O・MARIA / 編曲 - A.G.O / 歌 - 東方天乙統女（小林ゆう）

3. No Pain, Not to be Strong
  - 作詞 - 大門弥生 / 作曲 - SUNNY BOY・大門弥生 / 編曲 - SUNNY BOY / 歌 - 勘解由小路無花果（たかはし智秋）

4. Independence day
  - 作詞 - あっこゴリラ / 作曲 - あっこゴリラ・Nobuaki Tanaka / 編曲 - Nobuaki Tanaka / 歌 - 碧棺合歓（山本希望）

5. Drama Track「No one lives forever」

## The Block Party[3]
2023年8月23日発売。

### The Block Party -HOMIEs-
規格品番：（KICA-3299～3300）
DISC 1
1. Rivals!
  - 作詞・作曲・編曲 - ビッケブランカ / 歌 - 有栖川帝統（野津山幸宏）、観音坂独歩（伊東健人）

2. 毎度！生きたろかい！～OSAKA Big Up～
  - 作詞 - 大西ユカリ・銀シャリ / 作曲 - 新宮虎児 / 編曲 - Kozzy Iwakawa / 歌 - 白膠木簓（岩崎諒太）、躑躅森盧笙（河西健吾）

3. Get busy
  - 作詞・作曲 - KENTA（WANIMA） / 編曲：WANIMA / 歌 - 波羅夷空却（葉山翔太）、山田二郎（石谷春貴）

4. 夢の彼方
  - 作詞・作曲 - Eve / 編曲 - Numa / 歌 - 夢野幻太郎（斉藤壮馬）

5. Move Your Body Till You Die!
  - 作詞 - 前山田健一・DJ KOO / 作曲・編曲 - 前山田健一 / 歌 - 毒島メイソン理鶯（神尾晋一郎）with HOMIEs

6. HIPHOPPIA
  - 作詞 - 好良瓶太郎 / 作曲 - MURO・SUI / 編曲 - SUI / 歌 - 山田一郎（木村昴）

7. おままごと
  - 作詞・作曲 - 薔薇園アヴ / 編曲 - 塚田耕司 / 歌 - 邪答院仄仄（ファイルーズあい）

DISC 2
Drama Track「The Block Party -前半-」

### The Block Party -HOODs-
規格品番：（KICA-3301～2）
DISC 1
1. 白と黒
  - 作詞・作曲 - 志磨遼平 / 編曲 - ドレスコーズ / 歌 - 天谷奴零（黒田崇矢）、入間銃兎（駒田航）

2. 悪魔の華
  - 作詞・作曲 - HAKUEI / 編曲 - tatsuo / 歌 - アルゴξ楽団（榊原優希）

3. Viva la liberty
  - 作詞 - TOPHAMHAT-KYO / 作曲 - TeddyLoid・TOPHAMHAT-KYO / 編曲 - TeddyLoid / 歌 - 飴村乱数（白井悠介）、山田三郎（天﨑滉平）

4. Closer
  - 作詞・作曲 - 小出祐介（from Base Ball Bear） / 編曲 - 春野 / 歌 - 神宮寺寂雷（速水奨）、天国獄（竹内栄治）

5. ポジティブ my life
  - 作詞 - 宮田俊哉 / 作曲・編曲 - 月蝕會議 / 歌 - 伊弉冉一二三（木島隆一）with HOODs

6. 燐火
  - 作詞・作曲 - 石崎ひゅーい / 編曲 - トオミヨウ / 歌 - 碧棺左馬刻（浅沼晋太郎）

7. Bounce Back！
  - 作詞・作曲・編曲 - m.c.A・T / 歌 - 帳残星（大塚明夫）、帳残閻（中尾隆聖）

DISC 2
Drama Track「The Block Party -後半-」

## 7か月連続発売CD

### Buster Bros!!!『.Buster Bros!!!』
2024年6月26日発売。規格品番：KICA-3306。
収録曲
1. H歴維新
  - 作詞 - 好良瓶太郎 / 作曲 - DJ OASIS・NAOtheLAIZA・A.M.P. Killer / 編曲 - NAOtheLAIZA / 歌 - 山田一郎（木村昴）

2. Sunshine
  - 作詞 - 山田ギャル神宮 / 作曲・編曲 - AZ・D3adStock / 歌 - 山田二郎（石谷春貴）

3. 朱夏
  - 作詞・作曲・編曲 - 三浦康嗣（Sampling：「悲愴」 / 作曲 - Ludwig van Beethoven） / 歌 - 山田三郎（天﨑滉平）

4. Drama Track「My Generation」

### MAD TRIGGER CREW『.MAD TRIGGER CREW』
2024年7月24日発売。規格品番：KICA-3307。
収録曲
1. Backbone
  - 作詞 - サイプレス上野 / 作曲・編曲 - FOUX（TOKA） / 歌 - 碧棺左馬刻（浅沼晋太郎）

2. Awake
  - 作詞 - KVGGLV / 作曲・編曲 - BACK FACE TORA / 歌 - 入間銃兎（駒田航）

3. NO WAR
  - 作詞・作曲 - MC TYSON / 編曲 - T’Z BEATZ / 歌 - 毒島メイソン理鶯（神尾晋一郎）

4. Drama Track「Time For Heroes」

### Fling Posse『.Fling Posse』
2024年8月21日発売。規格品番：KICA-3308。
収録曲
1. One and only
  - 作詞 - PES / 作曲・編曲 - ビッケブランカ / 歌 - 飴村乱数（白井悠介）

2. うそ
  - 作詞 - 谷川俊太郎　原詩：「うそ」(はだか　─谷川俊太郎詩集 より) / 作曲 - 巨勢典子 / 編曲 - 弥之助（from AFRO PARKER）・HIMURO Yosihteru / 歌 - 夢野幻太郎（斉藤壮馬）

3. God in the Dice
  - 作詞 - 泰斗 a.k.a. 裂固 / 作曲 - 泰斗 a.k.a. 裂固・DJ dip / 編曲 - DJ dip / 歌 - 有栖川帝統（野津山幸宏）

4. Drama Track「Just Friend」

### 麻天狼『.麻天狼』
2024年9月18日発売。規格品番：KICA-3309。
収録曲
1. 威風颯爽
  - 作詞 - Micro（Def Tech）・Shinji Hirao（MSL.co） / 作曲 - Micro（Def Tech）・Nagacho / 編曲 - Nagacho / 歌 - 神宮寺寂雷（速水奨）

2. 始まりのラストソング
  - 作詞・作曲・編曲 - The Sopranos（RIMAZI & CITY-ACE）・AK-69 / 歌 - 伊弉冉一二三（木島隆一）

3. Andante
  - 作詞 - 小林私 / 作曲 - No Buses・小林私 / 編曲 - No Buses / 歌 - 観音坂独歩（伊東健人）

4. Drama Track「Not For You」

### どついたれ本舗『.どついたれ本舗』
2024年10月16日発売。規格品番：KICA-3310。
収録曲
1. Laughin' hope
  - 作詞 - peko / 作曲・編曲 - オーサカ=モノレール・The Anticipation Illicit Tsuboi / 歌 - 白膠木簓（岩崎諒太）

2. On My Way
  - 作詞・作曲・編曲 - SATOH / 歌 - 躑躅森盧笙（河西健吾）

3. The World Is Yours
  - 作詞 - SEEDA / 作曲・編曲 - D3adStock / 歌 - 天谷奴零（黒田崇矢）

4. Drama Track「The Trio」

### Bad Ass Temple『.Bad Ass Temple』
2024年11月13日発売。規格品番：KICA-3311。
収録曲
1. 終端
  - 作詞 - Bimi / 作曲 - Bimi・DJ dip / 編曲 - DJ dip / 歌 - 波羅夷空却（葉山翔太）

2. Continued
  - 作詞・作曲・編曲 - lilbesh ramko / 歌 - 四十物十四（榊原優希）

3. Heartache
  - 作詞・作曲・編曲 - 高岩遼 / 歌 - 天国獄（竹内栄治）

4. Drama Track「Fools Gold」

### 中王区 言の葉党『.言の葉党』
2024年12月11日発売。規格品番：KICA-3312。
収録曲
1. Mic rewrites the ending
  - 作詞・作曲・編曲 - invisible manners（平山大介、福山整） / 歌 - 東方天乙統女（小林ゆう）

2. Get Freedom
  - 作詞 - LUNA / 作曲・編曲 - FOUX（TOKA）・Seann Bowe / 歌 - 勘解由小路無花果（たかはし智秋）

3. Do the right thing
  - 作詞 - ASOBOiSM / 作曲 - ASOBOiSM・NAOtheLAIZA / 編曲 - Ryuichi Kureha・NAOtheLAIZA / 歌 - 碧棺合歓（山本希望）

4. Drama Track「Stay Gold」

## MIC AS ONE
2025年6月11日発売。
規格品番：（KICA-3313～3314）
DISC 1
1. ヒプノシスマイク -Division Rap Battle- FINAL
  - 作詞・作曲・編曲 - invisible manners（平山大介、福山整） / 歌 - Division All Stars

2. ヒプノシスマイク -Division Battle Anthem- ＋
  - 作詞・作曲・編曲 - invisible manners（平山大介、福山整） / 歌 - Division All Stars

3. Last Man Standing
  - 作詞 - Amon Hayashi / 作曲 - NAOtheLAIZA・A.M.P. Killer / 編曲 - NAOtheLAIZA / 歌 - Buster Bros!!!・Bad Ass Temple

4. Out of Harmony
  - 作詞・作曲・編曲 - ALI-KICK / 歌 - MAD TRIGGER CREW・どついたれ本舗

5. Stick To My Mic
  - 作詞 - 弥之助（from AFRO PARKER） / 作曲・編曲 - ☆Taku Takahashi（m-flo） / 歌 - Fling Posse・麻天狼

6. Three Kings
  - 作詞・作曲 - K DUB SHINE・Zeebra・DJ OASIS / 編曲 - DJ OASIS / 歌 - Buster Bros!!!

7. Choice Is Yours
  - 作詞 - KOJIMA・KAI_SHiNE・HAN-KUN / 作曲 - 山嵐・HAN-KUN / 編曲 - 山嵐 / 歌 - MAD TRIGGER CREW

8. バラの束
  - 作詞・作曲 - MCU・LITTLE・KREVA / 編曲 - KREVA / 歌 - Fling Posse

9. BLESS YOU
  - 作詞 - SALU / 作曲 - SALU・JIGG / 編曲 - JIGG / 歌 - 麻天狼

10. 笑門来福
  - 作詞 - R-指定 / 作曲・編曲 - DJ松永 / 歌 - どついたれ本舗

11. シンジルチカラ
  - 作詞・作曲・編曲 - HOME MADE 家族（MICRO・KURO・DJ U-ICHI） / 歌 - Bad Ass Temple

12. MIC AS ONE
  - 作詞・作曲・編曲 - invisible manners（平山大介、福山整） / 歌 - Division All Stars

DISC 2
1. Claim Victory（Buster Bros!!! Ver.）
  - 作詞・作曲・編曲 - invisible manners（平山大介、福山整） / 歌 - Buster Bros!!!・言の葉党

2. Claim Victory（MAD TRIGGER CREW Ver.）
  - 作詞・作曲・編曲 - invisible manners（平山大介、福山整） / 歌 - MAD TRIGGER CREW・言の葉党

3. Claim Victory（Fling Posse Ver.）
  - 作詞・作曲・編曲 - invisible manners（平山大介、福山整） / 歌 - Fling Posse・言の葉党

4. Claim Victory（麻天狼 Ver.）
  - 作詞・作曲・編曲 - invisible manners（平山大介、福山整） / 歌 - 麻天狼・言の葉党

5. Claim Victory（どついたれ本舗 Ver.）
  - 作詞・作曲・編曲 - invisible manners（平山大介、福山整） / 歌 - どついたれ本舗・言の葉党

6. Claim Victory（Bad Ass Temple Ver.）
  - 作詞・作曲・編曲 - invisible manners（平山大介、福山整） / 歌 - Bad Ass Temple・言の葉党

7. IKEBUKURO WEST GAME PARK（Remastered）
  - 作詞 - 好良瓶太郎 / 作曲・編曲 - 月蝕會議 / 歌 - Buster Bros!!!

8. Yokohama Walker（Remastered）
  - 作詞 - peko / 作曲・編曲 - ist / 歌 - MAD TRIGGER CREW

9. Shibuya Marble Texture -PCCS-（Remastered）
  - 作詞 - 弥之助（from AFRO PARKER） / 作曲 - Avec Avec・弥之助（from AFRO PARKER） / 編曲 - Avec Avec / 歌 - Fling Posse

10. Shinjuku Style 〜笑わすな〜（Remastered）
  - 作詞 - Mr.Q・山☮マン（ラッパ我リヤ） / 作曲 - 安藤健作（noTOKYO）・hatch（Mellow Monk Connection） / 編曲 - ラッパ我リヤ / 歌 - 麻天狼

11. あゝオオサカdreamin'night（Remastered）
  - 作詞 - R-指定 / 作曲・編曲 - DJ松永 / 歌 - どついたれ本舗

12. Bad Ass Temple Funky Sounds（Remastered）
  - 作詞 - Crystal Boy・ヤス一番？・ホクロマン半ライス!!!・ノリダファンキーシビレサス / 作曲・編曲 - DJ MITSU / 歌 - Bad Ass Temple

13. Femme Fatale（Remastered）
  - 作詞 - Reol / 作曲 - Reol・Giga / 編曲 - Giga / 歌 - 言の葉党

## 単行本特典CD
ヒプノシスマイク -Before The Battle- The Dirty Dawg 第1巻限定版特典CD
1. Nausa de Zuiqu
  - 作詞・作曲・編曲 - CHI-MEY / 歌 - 山田一郎（CV,木村昴）、碧棺左馬刻（CV,浅沼晋太郎）

2. Drama Track

ヒプノシスマイク -Before The Battle- The Dirty Dawg 第3巻限定版特典CD
1. LESSON
  - 作詞 - peko / 作曲・編曲 - Cosaqu / 歌 - 飴村乱数（CV,白井悠介）、神宮寺寂雷（CV,速水奨）

2. Drama Track

ヒプノシスマイク -Division Rap Battle- side B.B & M.T.C 第1巻限定版特典CD
1. BB's City
  - 作詞 - maeshima soshi・月蝕會議 / 作曲・編曲 - 月蝕會議 / 歌 - 山田二郎（CV,石谷春貴）、山田三郎（CV,天﨑滉平）

2. Drama Track

ヒプノシスマイク -Division Rap Battle- side B.B & M.T.C 第3巻限定版特典CD
1. Private Time
  - 作詞 - マチーデフ / 作曲 - マチーデフ・KO-ney / 編曲 - KO-ney / 歌 - 入間銃兎（CV,駒田航）、毒島メイソン理鶯（CV,神尾晋一郎）

2. Drama Track

ヒプノシスマイク -Division Rap Battle- side F.P & M 第1巻限定版特典CD
1. Wrap&Rap 〜3分バイブスクッキング〜
  - 作詞・作曲・編曲 - CHI-MEY / 歌 - 伊弉冉一二三（CV,木島隆一）、観音坂独歩（CV,伊東健人）

2. Drama Track

ヒプノシスマイク -Division Rap Battle- side F.P & M 第3巻限定版特典CD
1. Once Upon a Time in Shibuya
  - 作詞・作曲・編曲 - ALI-KICK / 歌 - 夢野幻太郎（CV,斉藤壮馬）、有栖川帝統（CV,野津山幸宏）

2. Drama Track

ヒプノシスマイク -Division Rap Battle- side D.H & B.A.T 第1巻限定版特典CD
1. なにわ☆パラダイ酒
  - 作詞 - 梅田サイファー（KZ、KBD、KOPERU） / 作曲・編曲 - Cosaqu / 歌 - どついたれ本舗
  - (白膠木簓　躑躅森盧笙　天谷奴零　CV,岩崎諒太　河西健吾　黒田崇矢)

2. Drama Track「The truth of the haunted house」

ヒプノシスマイク -Division Rap Battle- side D.H & B.A.T 第3巻限定版特典CD
1. R.I.P.
  - 作詞 - SEAMO / 作曲 - T-SK・HIROMI / 編曲 - T-SK / 歌 - Bad Ass Temple
  - (波羅夷空却　四十物十四　天国獄　CV,葉山翔太　榊原優希　竹内栄治)

2. Drama Track「B・A・Tの不思議な事件簿」

ヒプノシスマイク -Division Rap Battle- side D.H & B.A.T 第5巻限定版特典CD
1. ヌルサラのディビジョン・レップ・バトル
  - 作詞・作曲・編曲 - ALL-KICK / 歌 - 白膠木簓（CV,岩崎諒太）、波羅夷空却（CV,葉山翔太）

2. Drama Track「『商店街のヌルサラ』ナゴヤ編」

ヒプノシスマイク -Before The Battle- Dawn of Divisions 第1巻限定版特典CD
1. Double Trouble
  - 作詞 - Ma-Nu / 作曲 - Mori Zentaro・Ma-Nu / 編曲 - Mori Zentaro / 歌 - 碧棺左馬刻（CV,浅沼晋太郎）、白膠木簓（CV,岩崎諒太）

2. Drama Track「Aibou Back Again」

ヒプノシスマイク -Before The Battle- Dawn of Divisions 第2巻限定版特典CD
1. Birthday
  - 作詞 - KURO / 作曲 - U-ICHI・KURO / 編曲 - U-ICHI / 歌 - 飴村乱数（CV,白井悠介）、神宮寺寂雷（CV,速水奨）

2. Drama Track「空寂ポッセ」

ヒプノシスマイク -Before The Battle- Dawn of Divisions 第3巻限定版特典CD
1. Double Barrel
  - 作詞・作曲・編曲 - KENTZ / 歌 - 山田一郎（CV,木村昴）、波羅夷空却（CV,葉山翔太）

2. Drama Track「Youthful Riot」

ヒプノシスマイク -Division Rap Battle- side B.B & M.T.C + 第1巻限定版特典CD
1. Respect each Brother
  - 作詞 - SHUN（Beat Buddy Boi / CONDENSE)・maeshima soshi / 作曲・編曲 - maeshima soshi / 歌 - 山田二郎（CV,石谷春貴）、山田三郎（CV,天﨑滉平）

2. Drama Track「Respect each other」

ヒプノシスマイク -Division Rap Battle- side B.B & M.T.C + 第3巻限定版特典CD
1. We Are Untouchable
  - 作詞 - ALI-KICK / 作曲・編曲 - Carlos K. / 歌 - 入間銃兎（CV,駒田航）、毒島メイソン理鶯（CV,神尾晋一郎）

2. Drama Track「男たちの誄歌」

ヒプノシスマイク -Division Rap Battle- side F.P & M + 第1巻限定版特典CD
1. 奇術館の殺人
  - 作詞 - KURO / 作曲 - U-ICHI・KURO / 編曲 - U-ICHI / 歌 - 夢野幻太郎（CV,斉藤壮馬）、有栖川帝統（CV,野津山幸宏）

2. Drama Track「幻太郎、帝統のアフレコ体験記」

ヒプノシスマイク -Division Rap Battle- side F.P & M + 第3巻限定版特典CD
1. HOT GAME
  - 作詞・作曲・編曲 - KENTZ / 歌 - 伊弉冉一二三（CV,木島隆一）、観音坂独歩（CV,伊東健人）

2. Drama Track「Greetings from the god of shinjuku」

ヒプノシスマイク -Division Rap Battle- side D.H & B.A.T + 第1巻限定版特典CD
1. ワライカエセ！
  - 作詞 - KennyDoes・KBD / 作曲・編曲 - DJ dip / 歌 - 躑躅森盧笙（CV,河西健吾）、天谷奴零（CV,黒田崇矢）

2. Drama Track「Operation Prank」

ヒプノシスマイク -Division Rap Battle- side D.H & B.A.T + 第2巻限定版特典CD
1. 夜光虫
  - 作詞 - ALI-KICK・さいとうりょうじ / 作曲・編曲 - さいとうりょうじ / 歌 - 四十物十四（CV,榊原優希）、天国獄（CV,竹内栄治）

2. Drama Track「円環の迷宮」

## オフィシャルブック特典CD
ヒプノシスマイク-Division Rap Battle- Official Guide Book 初回限定版特典CD
1. SUMMIT OF DIVISIONS
  - 作詞・作曲：M.KOSHIMA・Y.MATSUMOTO・S.MATSUMOTO・ぎぎぎのでにろう / Produced by スチャダラパー / 歌 - Division All Stars

2. Femme Fatale
  - 作詞 - Reol / 作曲 - Reol・Giga / 編曲 - Giga / 歌 - 中王区 言の葉党

3. Drama Track「流転は篠突く雨ですら流せない」
4. Drama Track「山雨来たらんと欲して風楼に満つ」

ヒプノシスマイク-Division Rap Battle- Official Guide Book + 初回限定版特典CD
1. Hypnotic Summer
  - 作詞 - HIROKI（ORANGE RANGE） / 作曲・編曲 - NAOTO（ORANGE RANGE） / 歌 - Division All Stars

2. WINK
  - 作詞 - chelmico / 作曲 - chelmico・Chocoholic / 編曲 - Chocoholic / 歌 - 中王区 言の葉党

3. 絆 +
  - 作詞 - YOSHI ＆ ポチョムキン（餓鬼レンジャー）・サイプレス上野・弥之助（AFRO PARKER）・Mr.Q ＆ 山☮マン（ラッパ我リヤ）・KOPERU・SEAMO・tofubeats / 作曲 - tofubeats・maeshima soshi / 編曲 - maeshima soshi / 歌 - Division All Stars

## 参加楽曲
The Three Musketeers Mic Relay
2019年7月15日に神奈川・パシフィコ横浜 国立大ホールで行われるライブイベント『EVIL LINE RECORDS 5th Anniversary FES."EVIL A LIVE" 2019』の会場で販売されるコンピレーションアルバム『EVIL LINE RECORDS 5th Anniversary FES. ALBUM "EVIL A LIVE"』の収録曲。The Dirty Dawgの4人が参加。
作詞 - サイプレス上野・好良瓶太郎 / 作曲・編曲 - 月蝕會議 / 歌 - サイプレス上野とロベルト吉野、The Dirty Dawg
Uptown Anthem feat. 碧棺左馬刻（from「ヒプノシスマイク -Division Rap Battle-」）
2020年7月1日に発売のサイプレス上野とロベルト吉野のアルバム『サ上とロ吉と』の収録曲。碧棺左馬刻（浅沼晋太郎）が参加。

## 配信
一部楽曲はYouTubeオフィシャルチャンネルのミュージックビデオが先行配信。

### Division All Stars（12人）の楽曲
歌 - Division All Stars。
ヒプノシスマイク -Division Rap Battle-
2017年11月3日配信。
作詞・作曲・編曲 - invisible manners（平山大介、福山整）
ヒプノシスマイク -Division Battle Anthem-
2018年5月4日配信。
作詞・作曲・編曲 - invisible manners（平山大介、福山整）
ヒプノシスマイク -Alternative Rap Battle-
2019年9月5日配信。ゲーム『ヒプノシスマイク -Alternative Rap Battle-』主題歌。
作詞・作曲・編曲 - invisible manners（平山大介、福山整）
Survival of the Illest
2020年7月17日配信。ゲーム『ヒプノシスマイク -Alternative Rap Battle-』オープニングテーマ。
作詞 - Amon Hayashi / 作曲 - DirtyOrange、Amon Hayashi / 編曲 - DirtyOrange

### Division All Stars（18人）の楽曲
歌 - Division All Stars。
ヒプノシスマイク -Division Rap Battle- ＋
2019年9月27日配信。
作詞・作曲・編曲 - invisible manners（平山大介、福山整）
ヒプノシスマイク -Division Battle Anthem- ＋
2020年3月27日配信。
作詞・作曲・編曲 - invisible manners（平山大介、福山整）
ヒプノシスマイク -Glory or Dust-
2021年4月23日配信。
作詞・作曲・編曲 - invisible manners（平山大介、福山整）
Survival of the Illest +
2021年6月18日配信。ゲーム『ヒプノシスマイク -Alternative Rap Battle-』オープニングテーマ。
作詞 - Amon Hayashi / 作曲 - DirtyOrange、Amon Hayashi / 編曲 - DirtyOrange
Hang out!
2021年7月16日配信。ゲーム『ヒプノシスマイク -Alternative Rap Battle-』主題歌。
作詞・作曲・編曲 - invisible manners（平山大介、福山整）
SUMMIT OF DIVISIONS
2021年11月19日配信。元々は2020年9月に発売されたオフィシャルブックの初回限定版特典CDに収録されていた曲。
作詞・作曲：M.KOSHIMA、Y.MATSUMOTO、S.MATSUMOTO、ぎぎぎのでにろう / Produced by スチャダラパー
CROSS A LINE
2022年6月10日配信。
作詞・作曲・編曲 - invisible manners（平山大介、福山整）
Hypnotic Summer
2024年4月3日配信。元々は2023年9月に発売されたオフィシャルブック +の初回限定版特典CDに収録されていた曲。
作詞 - HIROKI（ORANGE RANGE） / 作曲・編曲 - NAOTO（ORANGE RANGE）
ヒプノシスマイク -Dream Rap Battle-
2024年10月4日配信。ゲーム『ヒプノシスマイク -Dream Rap Battle-』主題歌。
作詞 - RIP SLYME / 作曲・編曲 - FUMIYA
for DJ's
2024年11月29日配信。ゲーム『ヒプノシスマイク -Alternative Rap Battle- 1st period』主題歌。
作詞・作曲・編曲 - ALI-KICK
スクラッチ - DJ IZOH

### その他
Femme Fatale
2021年11月26日配信。元々は2020年9月に発売されたオフィシャルブックの初回限定版特典CDに収録されていた曲。
作詞 - Reol / 作曲 - Reol、Giga / 編曲：Giga / 歌 - 中王区 言の葉党）
WINK
2024年4月3日配信。元々は2023年9月に発売されたオフィシャルブック +の初回限定版特典CDに収録されていた曲。
作詞 - chelmico / 作曲 - chelmico・Chocoholic / 編曲 - Chocoholic

## その他
ファンクラブ「HYPSTER」入会者特典CD
配信限定楽曲の初CD化。
1. ヒプノシスマイク -Division Rap Battle-＋
  - 歌 - Division All Stars

2. ヒプノシスマイク -Division Battle Anthem-＋
  - 歌 - Division All Stars

3. ヒプノシスマイク (D.R.B vs D.B.A) + HYPSTER MASHUP by TeddyLoid
  - 歌 - Division All Stars

映画「ヒプノシスマイク -Division Rap Battle-」公開初週来場者特典
「SPECIAL GOLD DISC ヒプノシスマイク -Division Rap Battle- FINAL」
1. ヒプノシスマイク -Division Rap Battle- FINAL
  - 作詞・作曲・編曲 - invisible manners（平山大介、福山整） / 歌 - Division All Stars + 中王区 言の葉党

2. Before The Final D.R.B
  - 作詞 - ALI-KICK / 作曲・編曲 - U-ICHI / 歌 - Division All Stars
  - 2024年に7か月連続で発売したCDにそれぞれ収録されたドラマトラックの各ディビジョンのラップ部分をメドレー形式で収録。

## 舞台版楽曲
『ヒプノシスマイク-Division Rap Battle-』Rule the Stage -track.1- 初回限定版BD・DVD附属CD
1. Gimme The Mic -Rule the Stage track.1-
作詞・作曲・編曲 - 井手コウジ（「ヒプノシスマイク-Division Battle Anthem-」 作詞・作曲：invisible manners）
2. Counterfeit Busters
作詞・作曲・編曲 - 井手コウジ
3. Trigger Off
作詞・作曲・編曲 - 井手コウジ
4. 兄弟喧嘩
作詞 - SHUN（Beat Buddy Boi） / 作曲 - KENGO
5. 不気味な予感
作詞 - Ts / 作曲 - Ts、Shiro “IXL” Tanaka
6. We Are North Bastard
作詞 - Ts / 作曲 - Ts、Shiro “IXL” Tanaka
7. 2つの影
作詞 - RYUICHI（OOPARTZ） / 作曲 - JUVENILE（OOPARTZ）
8. Mad Scientist
作詞・作曲 - KENGO
9. Snake Attack
作詞 - Ts / 作曲 - Ts、Shiro “IXL” Tanaka
10. Red Thunder
作詞 - RYUICHI（OOPARTZ） / 作曲 - JUVENILE（OOPARTZ）
11. Buster Bros!!! vs North Bastard (Part.1)
作詞 - Ts / 作曲 - Ts、Baufuzz
12. Buster Bros!!! vs North Bastard (Part.2)
作詞 - Ts / 作曲 - Ts、Baufuzz
13. Gimme The Mic (フィナーレ)
作詞・作曲 - 井手コウジ、Ts（「ヒプノシスマイク-Division Battle Anthem-」 作詞・作曲：invisible manners)

『ヒプノシスマイク-Division Rap Battle-』Rule the Stage -track.2- 初回限定版BD・DVD附属CD
1. Don’t Pass The Mic -Rule the Stage track.2-
作詞・作曲・編曲 - 井手コウジ（「ヒプノシスマイク-Division Rap Battle-」 作詞・作曲 - invisible manners）
2. Trap Of “Fling”
作詞・作曲・編曲 - 井手コウジ
3. Blast Wolf
作詞・作曲・編曲 - 井手コウジ
4. アサクサBounce
作詞・作曲 - Ts
5. The Novelist
作詞・作曲 - Ts
6. 音宴
作詞 - RYUICHI（OOPARTZ） / 作曲 - JUVENILE（OOPARTZ）
7. GAMBLE ZANMAI
作詞 - SHUN / 作曲 - KENGO
8. 争いのない世界
作詞 - RYUICHI（OOPARTZ） / 作曲 - JUVENILE（OOPARTZ）
9. Betting Battle
作詞・作曲 - Ts
10. 葛藤
作詞・作曲 - Ts
11. 雨
作詞 - Ts、KENGO / 作曲 - KENGO
12. 麻天狼 vs 鬼瓦ボンバーズ
作詞・作曲 - Ts
13. Lullaby
作詞・作曲 - Ts
14. Don’t Pass The Mic（フィナーレ）
作詞・作曲 - 井手コウジ、Ts（「ヒプノシスマイク-Division Rap Battle-」 作詞・作曲 - invisible manners）

『ヒプノシスマイク-Division Rap Battle-』Rule the Stage -track.3- 初回限定版BD・DVD附属CD
1. Crush Your Mic -Rule the Stage track.3-
作詞・作曲・編曲 - 井手コウジ
2. オオサカ24金マジック”
作詞・作曲・編曲 - 井手コウジ
3. 超RAP劇
作詞 - SHUN / 作曲 - RYO（Beat Buddy Boi）
4. 面影
作詞・作曲 - KENGO
5. B.A.T Strike Back Against
作詞・作曲 - 井手コウジ
6. School Rap
作詞 - Ts / 作曲 - Ts、Shiro "IXL" Tanaka
7. 幸福世界
作詞 - RYUICHI / 作曲 - JUVENILE
8. ペテン師の情報網
作詞 - SHUN / 作曲 - RYO
9. 粘糸<ねんし>
作詞 - RYUICHI / 作曲 - JUVENILE
10. マリオネット
作詞 - Ts / 作曲 - Ts、Shiro "IXL" Tanaka
11. Bad Ass Temple's Attack
作詞 - Ts / 作曲 - Shiro "IXL" Tanaka
12. 零の調査報告書
作詞 - Ts / 作曲 - Shiro "IXL" Tanaka
13. お前の隣
作詞 - RYUICHI / 作曲 - JUVENILE
14. Final Battle
作詞 - Ts / 作曲 - Baufuzz
15. 秘めたる闘志
作詞 - Ts / 作曲 - Shiro "IXL" Tanaka）

『ヒプノシスマイク-Division Rap Battle-』Rule the Stage -Championship Tournament- Blu-ray＆DVD
2021年2月3日発売。規格品番：Blu-ray（KIZX-434）DVD（KIZB-309）。
1. 『ヒプノシスマイク-Division Rap Battle-』Rule the Stage -1st Battle-“Buster Bros!!! VS MAD TRIGGER CREW”
作詞 - Ts / 作曲・編曲 - 井手コウジ
2. 『ヒプノシスマイク-Division Rap Battle-』Rule the Stage -2nd Battle-“Fling Posse VS 麻天狼”
作詞 - Ts / 作曲・編曲 - 井手コウジ
3. 『ヒプノシスマイク-Division Rap Battle-』Rule the Stage -Final Battle-“Buster Bros!!! VS Fling Posse”
作詞 - Ts / 作曲・編曲 - 井手コウジ
4. Champions In Da House
作詞 - Ts / 作曲・編曲 - 井手コウジ

『ヒプノシスマイク-Division Rap Battle-』Rule the Stage -track.4- 初回限定版BD・DVD附属CD
1. Fight 4 Your Pride -Rule the Stage track.4-
作詞・作曲・編曲 - 井手コウジ
2. 兄弟喧嘩 Round 2
作詞・作曲 - SHUN、RYO
3. 記憶
作詞 - KEN THE 390 / 作曲 - KEN THE 390、Shiro “IXL” Tanaka
4. 一斉検挙
作詞 - KEN THE 390 / 作曲 - KEN THE 390、Shiro “IXL” Tanaka
5. Come Back To Me
作詞 - KEN THE 390、KENGO / 作曲 - KENGO
6. 今は光
作詞 - RYUICHI / 作曲 - JUVENILE
7. Why We Fight
作詞 - KEN THE 390 / 作曲 - KEN THE 390、Baufuzz、Yohei
8. 偽りの仮面
作詞 - KEN THE 390 / 作曲 - KEN THE 390、Shiro “IXL” Tanaka
9. 天秤
作詞 - KEN THE 390 / 作曲 - KEN THE 390、Shiro “IXL” Tanaka
10. Crossing Lines
作詞・作曲 - KENGO
11. 戦いの始まり
作詞 - KEN THE 390 / 作曲 - KEN THE 390、Shiro “IXL” Tanaka
12. Division Rap Battle Final Round
作詞 - KEN THE 390 / 作曲 - KEN THE 390、Shiro “IXL” Tanakaa
13. Hypnosis Delight（特典CD収録）
作詞 - KEN THE 390、井手コウジ / 作曲 - 井手コウジ

『ヒプノシスマイク-Division Rap Battle-』Rule the Stage -Battle of Pride- Blu-ray＆DVD
1. Battle of Pride
作詞・作曲・編曲 - 井手コウジ
2. Counterfeit Busters
3. Trigger Off
4. We Are North Bastard
5. 2つの影
6. Trap Of “Fling”
7. Blast Wolf
8. アサクサBounce
9. オオサカ24金マジック
10. B.A.T Strike Back Against
11. School Rap
12. 幸福世界・粘糸<ねんし>
13. 兄弟喧嘩
14. GAMBLE ZANMAI
15. ペテン師の情報網
16. 今は光
17. 雨
18. 一斉検挙
19. Bad Ass Temple's Attack
20. 超RAP劇
21. 記憶
22. Come Back To Me
23. 戦いの始まり
24. 秘めたる闘志
25. Why We Fight
26. Champions In Da House
27. Guess Who’s Back
28. Hypnosis Delight +
29. D.D.B BoP edit
30. （-Rule the Stage track.1-）～（-Rule the Stage track.4-）メドレー仕様
31. Battle of Pride［ENCORE］

『ヒプノシスマイク-Division Rap Battle-』Rule the Stage -track.5- 初回限定版BD・DVD附属CD
1. 衢の手紙
作詞 - KEN THE 390 / 作曲 - KEN THE 390、Shiro “IXL” Tanaka
2. 一郎＆左馬刻VS 空寂ポッセ
作詞 - KEN THE 390 / 作曲 - KEN THE 390、Shiro “IXL” Tanaka
3. 偶然か、必然か、
作詞 - KEN THE 390 / 作曲 - KEN THE 390、Shiro “IXL” Tanaka
4. Shout Out to the Revolution -Rule the Stage track.5-
作詞・作曲 - 井手コウジ
5. 脱獄
作詞 - KEN THE 390 / 作曲 - KENGO
6. King of Kings
作詞・作曲 - 井手コウジ
7. BACK IN THE DAY
作詞 - SHUN / 作曲 - RYO
8. 命を手にする
作詞 - KEN THE 390 / 作曲 - JUVENILE
9. 本物の仲間?
作詞 - KEN THE 390 / 作曲 - KEN THE 390、Shiro “IXL” Tanaka
10. 一郎&左馬刻 VS 有馬&時空院
作詞 - KEN THE 390 / 作曲 - KEN THE 390、Shiro “IXL” Tanaka
11. D4's Parade
作詞 - KEN THE 390 / 作曲 - KEN THE 390、Shiro “IXL” Tanaka
12. DREAM TALK
作詞 - SHUN / 作曲 - KENGO
13. T.D.D VS D4
作詞 - KEN THE 390 / 作曲 - KEN THE 390、Shiro “IXL” Tanaka
14. T.D.Dの崩壊
作詞 - KEN THE 390 / 作曲 - KEN THE 390、Shiro “IXL” Tanaka
15. Dirty Desire（特典CD収録）
作詞・作曲：井手コウジ

『ヒプノシスマイク-Division Rap Battle-』Rule the Stage 『1st FULL ALBUM』

### Turn up the Stage
2022年4月27日発売。規格品番：KICA-3295。
収録曲
1. Hypnosis Delight +
作詞 - 井手コウジ / 作曲 - 井手コウジ、KEN THE 390
2. Counterfeit Busters
3. Trigger Off
4. We Are North Bastard
5. Trap Of “Fling”
6. Blast Wolf
7. アサクサBounce
8. オオサカ24金マジック
9. B.A.T Strike Back Against
10. School Rap
11. 幸福世界・粘糸<ねんし>
12. Guess Who’s Back
13. Battle of Pride
14. Shout Out to the Revolution -Rule the Stage track.5-
15. Rule the Stage wiz 6 mic
作詞 - 井手コウジ、KEN THE 390、SHUN / 作曲 - 井手コウジ

『ヒプノシスマイク-Division Rap Battle-』Rule the Stage《Rep Live side M.T.C》 Blu-ray＆DVD
1. Rep Squad -MAD TRIGGER CREW Ver.-
作詞・作曲・編曲 - 井手コウジ
2. 美食ハンター理鶯のワンダフルディナー
3. 取り調べ
4. I’m Back
5. Trigger Off
6. MAD TRIGGER BOX
7. Hypnosis Delight +
8. Battle of Pride
9. Come Back To Me
10. Straight Outta Yokohama
11. Mad Scientist
12. 一斉検挙
13. DREAM TALK
14. Yokohama Cruisin’
作詞 - KEN THE 390 / 作曲 - KEN THE 390、Shiro “IXL” Tanaka
15. Gimme The Mic -Rule the Stage track.1-（encore）
16. Fight 4 Your Pride -Rule the Stage track.4-（encore）
17. Rep Squad -MAD TRIGGER CREW Ver.-（encore）

『ヒプノシスマイク-Division Rap Battle-』Rule the Stage《Rep Live side F.P》 Blu-ray＆DVD
1. Rep Squad -Fling Posse Ver.-
作詞・作曲・編曲 - 井手コウジ
2. Champions In Da House
3. GAMBLE ZANMAI
4. The Novelist
5. Calling,Calling
6. Trap Of “Fling”
7. Hypnosis Delight +
8. Battle of Pride
9. 幸せになる作戦
10. 本物の仲間?
11. 愚者と賢者
12. I am バトルマスター！
13. 葛藤
14. Shibuya Crossing
作詞 - KEN THE 390 / 作曲 - KEN THE 390、Shiro “IXL” Tanaka
15. Don’t Pass The Mic -Rule the Stage track.2-（encore）
16. Fight 4 Your Pride -Rule the Stage track.4-（encore）
17. Rep Squad -Fling Posse Ver.-（encore）

『ヒプノシスマイク-Division Rap Battle-』Rule the Stage《どついたれ本舗 VS Buster Bros!!!》 初回限定版BD・DVD附属CD
1. Let It Bleed
作詞・作曲 - 井手コウジ
2. ほんまええトリオ
作詞 - KEN THE 390 / 作曲 - KEN THE 390、Shiro “IXL” Tanaka
3. To The Top
作詞 - KEN THE 390 / 作曲 - KEN THE 390、Shiro “IXL” Tanaka
4. ササランTVショー
作詞 - SHUN（CONDENSE / Beat Buddy Boi） / 作曲 - RYO（CONDENSE / Beat Buddy Boi）
5. 父親という名の何か
作詞 - KEN THE 390 / 作曲 - KEN THE 390、KENGO
6. 二郎VS零
作詞 - KEN THE 390 / 作曲 - KEN THE 390、Shiro “IXL” Tanaka
7. 盧笙VS一郎
作詞 - KEN THE 390 / 作曲 - KEN THE 390、Shiro “IXL” Tanaka
8. 失くしたピース
作詞 - KEN THE 390 / 作曲 - KEN THE 390、Shiro “IXL” Tanaka
9. 不協和音
作詞 - KEN THE 390 / 作曲 - KEN THE 390、Shiro “IXL” Tanaka
10. 大人の時間
作詞 - KEN THE 390 / 作曲 - KEN THE 390、KENGO
11. 兄弟喧嘩 Round3
作詞 - SHUN（CONDENSE / Beat Buddy Boi） / 作曲 - 田中マッシュ
12. それぞれの真実
作詞 - KEN THE 390 / 作曲 - KEN THE 390、Shiro “IXL” Tanaka
13. Let It Bleed (End ver.)
作詞 - KEN THE 390 / 作曲 - 井手コウジ

『ヒプノシスマイク-Division Rap Battle-』Rule the Stage《Bad Ass Temple VS 麻天狼》 初回限定版BD・DVD附属CD
1. Bright＆Dark
作詞・作曲・編曲 - 井手コウジ
2. クソ親父のクソ説法
作詞・作曲 - 田中マッシュ
3. 三位一体 Bad Ass Temple
作詞 - KEN THE 390 / 作曲 - KEN THE 390、Shiro “IXL” Tanaka
4. Shinjuku Big City Of Dreams
作詞 - KEN THE 390 / 作曲 - KEN THE 390、Shiro “IXL” Tanaka
5. 獄と寂雷
作詞 - KEN THE 390 / 作曲 - KEN THE 390、Shiro “IXL” Tanaka
6. 襲撃
作詞 - KEN THE 390 / 作曲 - KEN THE 390、Shiro “IXL” Tanaka
7. 理由なき戦い
作詞 - KEN THE 390 / 作曲 - KEN THE 390、Shiro “IXL” Tanaka
8. かつての友（リフレイン）
作詞 - KEN THE 390 / 作曲 - KEN THE 390、Shiro “IXL” Tanaka
9. 弁護士・天国獄
作詞 - KEN THE 390 / 作曲 - KEN THE 390、Shiro “IXL” Tanaka
10. My Home Our Home
作詞・作曲 - KENGO
11. かつての友（ロングバージョン）
作詞 - KEN THE 390 / 作曲 - KEN THE 390、Shiro “IXL” Tanaka
12. リーダーの資質
作詞・作曲 - 田中マッシュ
13. マイ・ヒーロー
作詞・作曲 - 田中マッシュ
14. 理由なき戦いの意味
作詞 - KEN THE 390 / 作曲 - KEN THE 390、Shiro “IXL” Tanaka
15. 殴り合いの先の真実
作詞 - KEN THE 390 / 作曲 - KEN THE 390、Shiro “IXL” Tanaka
16. Bright＆Dark（End ver）
作詞 - KEN THE 390 / 作曲 - 井手コウジ

『ヒプノシスマイク-Division Rap Battle-』Rule the Stage《Fling Posse VS MAD TRIGGER CREW》 初回限定版BD・DVD附属CD
1. 三心同体
作詞・作曲 - 井手コウジ
2. 侵入完了
作詞 - SHUN / 作曲 - RYO
3. Let Me Hear You Say
作詞 - KEN THE 390 / 作曲 - KEN THE 390、Shiro “IXL” Tanaka
4. Shibuya Jump Around
作詞 - KEN THE 390 / 作曲 - KEN THE 390、Shiro “IXL” Tanaka
5. 偽物の命
作詞・作曲 - 田中マッシュ
6. 調教取調室
作詞 - KEN THE 390 / 作曲 - KEN THE 390、Shiro “IXL” Tanaka
7. 妹の居場所
作詞 - KEN THE 390 / 作曲 - KEN THE 390、Shiro “IXL” Tanaka
8. 本当の姿
作詞 - KEN THE 390 / 作曲 - KEN THE 390、Shiro “IXL” Tanaka
9. 乱数VS左馬刻
作詞 - KEN THE 390 / 作曲 - KEN THE 390、Shiro “IXL” Tanaka
10. 美食ハンター理鶯のワンダフルディナー
作詞 - SHUN / 作曲 - KENGO
11. 偽物の命(リプライズ)
作詞・作曲 - 田中マッシュ
12. 強襲
作詞 - KEN THE 390 / 作曲 - KEN THE 390、Shiro “IXL” Tanaka
13. 嵐の前の…
作詞 - KEN THE 390 / 作曲 - KENGO
14. STAND UP & FIGHT
作詞 - KEN THE 390 / 作曲 - KEN THE 390、Shiro “IXL” Tanaka
15. Smash It!!
作詞 - KEN THE 390 / 作曲 - KEN THE 390、Shiro “IXL” Tanaka
16. 三心同体（End ver）
作詞 - KEN THE 390 / 作曲 - 井手コウジ

『ヒプノシスマイク-Division Rap Battle-』Rule the Stage -2nd D.R.B Championship Tournament- Blu-ray＆DVD
2023年8月30日発売。規格品番：Blu-ray（KIZX-563～4）DVD（KIZB-340～1）。
1. 1st Battle《どついたれ本舗 VS Buster Bros!!!》
2. 2nd Battle《Bad Ass Temple VS 麻天狼》
3. 3rd Battle《Fling Posse VS MAD TRIGGER CREW》
4. Final Battle《Buster Bros!!! VS Bad Ass Temple VS MAD TRIGGER CREW》
5. Battle Symphony（特典CD収録）
6. 一つ、また一つ壁を越え（特典CD収録）

『ヒプノシスマイク-Division Rap Battle-』Rule the Stage《Rep Live side M》 Blu-ray＆DVD
1. Rep Squad -麻天狼 Ver.-
2. 雨
3. Melt
4. 明日の朝刊
5. 偽りの仮面
6. Blast Wolf
7. Hypnosis Delight +
8. Battle of Pride
9. 今は光
10. 命を手にする
11. My Home Our Home
12. かつての友（リフレイン）
13. Shinjuku Big City Of Dreams
14. 夜風
15. Don’t Pass The Mic -Rule the Stage track.2-（encore）
16. Fight 4 Your Pride -Rule the Stage track.4-（encore）
17. Bright&Dark（encore）
18. Blast Wolf（encore）
19. Rep Squad -麻天狼 Ver.-（encore）

『ヒプノシスマイク-Division Rap Battle-』Rule the Stage《Rep Live side B.A.T》 Blu-ray＆DVD
1. Rep Squad -Bad Ass Temple Ver.-
2. B.A.T Strike Back Against
3. Bad Ass Temple’s Atack
4. お前の隣
5. Hypnosis Delight +
6. Battle of Pride
7. Bang Bang Bang
8. Don’t Test Da Nagoya
9. クソ親父のクソ説法
10. 三位一体Bad Ass Temple
11. 襲撃
12. 弁護士・天国獄
13. マイ・ヒーロー
14. Put Your Fist Up
15. Crush Your Mic -Rule the Stage track.3-（encore）
16. Bright&Dark（encore）
17. B.A.T Strike Back Against（encore）
18. Rep Squad -Bad Ass Temple Ver.-（encore）

『ヒプノシスマイク-Division Rap Battle-』Rule the Stage《Rep Live side D.H》 Blu-ray＆DVD
1. Rep Squad -どついたれ本舗 Ver.-
2. オオサカ24金マジック
3. 超RAP劇
4. ペテン師の情報網
5. 盧笙’s Lesson
6. 面影
7. Hypnosis Delight +
8. Battle of Pride
9. お前の隣
10. ほんまええトリオ
11. ササランTVショー
12. 失くしたピース
13. 大人の時間
14. Osaka Billion Dreams
15. Crush Your Mic -Rule the Stage track.3-（encore）
16. Let It Bleed（encore）
17. オオサカ24金マジック（encore）
18. Rep Squad -どついたれ本舗 Ver.-（encore）

『ヒプノシスマイク-Division Rap Battle-』Rule the Stage《Rep Live side B.B》 Blu-ray＆DVD
1. Rep Squad -Buster Bros!!! Ver.-
2. Counterfeit Busters
3. 兄弟喧嘩
4. 記憶
5. We Are B.B
6. Hypnosis Delight +
7. Battle of Pride
8. 喜びの歌
9. Ikebukuro Street Walking
10. BACK IN THE DAY
11. To The Top
12. 兄弟喧嘩 Round3
13. Who Is The Best
14. We Go On
15. Gimme The Mic -Rule the Stage track.1-（encore）
16. Fight 4 Your Pride -Rule the Stage track.4-（encore）
17. Let It Bleed（encore）
18. Counterfeit Busters（encore）
19. Rep Squad -Buster Bros!!! Ver.-（encore）

『ヒプノシスマイク-Division Rap Battle-』Rule the Stage《Rep LIVE side Rule the Stage Original》 Blu-ray＆DVD
1. Rep Squad -Rule the Stage Original Ver.-
2. We Are North Bastard
3. アサクサBounce
4. School Rap
5. 幸福世界・粘糸<ねんし>
6. 脱獄
7. We Are アウトロー
Short Stage side Rule the Stage Original -前半-
8. Battle of Pride
9. 陰陽
10. Freedom Freedom
11. Guess Who’s Back
Short Stage side Rule the Stage Original -後半-
12. Right here Right now
D.D.B Performance
13. Gimme The Mic -Rule the Stage track.1-（encore）
14. Don’t Pass The Mic -Rule the Stage track.2-（encore）
15. Crush Your Mic -Rule the Stage track.3-（encore）
16. Shout Out to the Revolution -Rule the Stage track.5-（encore）
17. Rep Squad -Rule the Stage Original Ver.-（encore）

『ヒプノシスマイク-Division Rap Battle-』Rule the Stage -Battle of Pride 2023- Blu-ray＆DVD
1. Battle of Pride 2023
2. To The Top
3. Let Me Hear You Say
4. Shibuya Jump Around
5. Shinjuku Big City Of Dreams
6. 三位一体 Bad Ass Temple
7. ほんまええトリオ
8. We Are North Bastard
9. アサクサBounce
10. School Rap
11. 幸福世界・粘糸<ねんし>
12. 脱獄
13. King of Kings
14. BACK IN THE DAY
15. DREAM TALK
16. Shout Out to the Revolution -Rule the Stage track.5-
17. 弁護士・天国獄
18. マイ・ヒーロー
19. Bang Bang Bang
20. ペテン師の情報網
21. 盧笙’s Lesson
22. 失くしたピース
23. 明日の朝刊
24. Melt
25. 命を手にする
26. I am バトルマスター！
27. 本当の姿
28. Calling,Calling
29. 美食ハンター理鶯のワンダフルディナー
30. 調教取調室
31. I’m Back
32. 喜びの歌
33. Ikebukuro Street Walking
34. Who Is The Best
35. Rule the Stage wiz 6 mic
36. Right here Right now
37. Put Your Fist Up
38. Osaka Billion Dreams
39. 夜風
40. Shibuya Crossing
41. Yokohama Cruisin’
42. We Go On
43. Division Dance Battle Anthem -Battle of Pride 2023-
44. Let It Bleed
45. Bright & Dark
46. 三心同体
47. 一つ、また一つ壁を越え
48. Gimme The Mic -Rule the Stage track.1-
49. Don’t Pass The Mic -Rule the Stage track.2-
50. Crush Your Mic -Rule the Stage track.3-
51. Fight 4 Your Pride -Rule the Stage track.4-
52. Rep Squad
53. Right here Right now（encore）

『ヒプノシスマイク-Division Rap Battle-』Rule the Stage -New Encounter- Blu-ray＆DVD
1. The Tribe of BATTLE EMCEEZ
2. 最高の弟
3. ヨコハマバトル
4. Stray Soldier
5. デッド オア アライブ
6. 調査報告書・夢野 幻太郎という男について
7. It's Party Time
8. 例の男と伊弉冉 一二三
9. 久しぶりのコンビ
10. 強くなりたい
11. 面白いことしようよ
12. オオサカバトル
13. ヨコハマバトル2
14. 新たなる仲間
15. Trouble in シンジュク
16. 修行
17. 忌まわしい記憶
18. 兄弟の絆
19. The Tribe of BATTLE EMCEEZ（End ver.）
20. IKB's finest
21. YKHM
22. Yell
23. Running wolf
24. Bling Bling Bling Bling
25. Just like this

『ヒプノシスマイク-Division Rap Battle-』Rule the Stage -Renegades of Female- Blu-ray＆DVD
1. QUEEN’s Precepts
2. 言の葉の元に
3. 合歓
4. 月の音
5. My name is
6. 手放した絆
7. 私のお気に入り
8. 合歓vs月の音
9. 妹
10. 追憶と正義
11. 望月
12. 兄の記憶
13. なくした月
14. 傷の痛み
15. QUEEN’s Precepts（End ver.）

『ヒプノシスマイク-Division Rap Battle-』Rule the Stage -Grateful Cypher- Blu-ray＆DVD
[第一幕]（0～15）[第二幕]（16～24）
1. Rhyme of Revolt
作詞・作曲 - 井手コウジ
2. やっぱりムカつくお前
3. トーキョー迷子RAP
4. スペシャルディナータイム
5. 観光とギャンブルとパーティーと大人のはざまで
6. 消せない罪と戻らない絆
7. Watch Your Back
作詞・作曲 - 井手コウジ
8. 雲を掴む
9. 知恵を絞れ
10. 胸に残る暗い影
11. 反撃開始
12. 最終決戦
13. 弱者の牙
14. 強者の覚悟
15. Run and Rise
作詞 - KEN THE 390 / 作曲 - KEN THE 390、Shiro “IXL” Tanaka
16. Ole ole ole!!
作詞 - KEN THE 390 / 作曲 - KEN THE 390、Shiro “IXL” Tanaka
17. Watch Your Back
18. Just like this
19. Bling Bling Bling Bling
20. Running wolf
21. Yell
22. YKHM
23. IKB's finest
24. Rhyme of Revolt）

『ヒプノシスマイク-Division Rap Battle-』Rule the Stage《MAD TRIGGER CREW ＆ どついたれ本舗 feat. 道頓堀ダイバーズ》 Blu-ray＆DVD
1. この世界…
2. ケリツケルSkill
作詞 - KEN THE 390 / 作曲 - KEN THE 390、Shiro “IXL” Tanaka
3. Get Lost!
作詞・作曲 - 井手コウジ
4. Calling
5. 穏やかな場所
6. 知らない罪、知らない男
7. Crack Me Up
8. 対立
9. 悪意の猛攻
10. 仲間ならば
11. 悪夢
12. 那由多の言葉
13. 灰崎の正体
14. 誇りと信念
15. 悪意の行進
16. オオサカショウタイム
作詞 - KEN THE 390 / 作曲 - KEN THE 390、Shiro “IXL” Tanaka
17. 決戦
18. 行きつく答えは…
19. Laced up
作詞 - KEN THE 390 / 作曲 - KEN THE 390、Shiro “IXL” Tanaka

### ユニットメンバー
1. 1 2 3 4  山田一郎（木村昴）、山田二郎（石谷春貴）、山田三郎（天﨑滉平）
2. 1 2 3 4  碧棺左馬刻（浅沼晋太郎）、毒島メイソン理鶯（神尾晋一郎）、入間銃兎（駒田航）
3. 1 2 3 4  神宮寺寂雷（速水奨）、伊弉冉一二三（木島隆一）、観音坂独歩（伊東健人）
4. 1 2 3 4  飴村乱数（白井悠介）、夢野幻太郎（斉藤壮馬）、有栖川帝統（野津山幸宏）
5. ↑  山田一郎（木村昴）、碧棺左馬刻（浅沼晋太郎）、飴村乱数（白井悠介）、神宮寺寂雷（速水奨）
6. 1 2  山田一郎（木村昴）、山田二郎（石谷春貴）、山田三郎（天﨑滉平）、碧棺左馬刻（浅沼晋太郎）、毒島メイソン理鶯（神尾晋一郎）、入間銃兎（駒田航）、神宮寺寂雷（速水奨）、伊弉冉一二三（木島隆一）、観音坂独歩（伊東健人）、飴村乱数（白井悠介）、夢野幻太郎（斉藤壮馬）、有栖川帝統（野津山幸宏）
7. 1 2 3  白膠木簓（岩崎諒太）、躑躅森盧笙（河西健吾）、天谷奴零（黒田崇矢）
8. 1 2 3  波羅夷空却（葉山翔太）、四十物十四（榊原優希）、天国獄（竹内栄治）
9. ↑  山田一郎（木村昴）、碧棺左馬刻（浅沼晋太郎）、飴村乱数（白井悠介）、神宮寺寂雷（速水奨）、白膠木簓（岩崎諒太）、波羅夷空却（葉山翔太）
10. 1 2 3 4  山田一郎（木村昴）、山田二郎（石谷春貴）、山田三郎（天﨑滉平）、碧棺左馬刻（浅沼晋太郎）、毒島メイソン理鶯（神尾晋一郎）、入間銃兎（駒田航）、神宮寺寂雷（速水奨）、伊弉冉一二三（木島隆一）、観音坂独歩（伊東健人）、飴村乱数（白井悠介）、夢野幻太郎（斉藤壮馬）、有栖川帝統（野津山幸宏）、白膠木簓（岩崎諒太）、躑躅森盧笙（河西健吾）、天谷奴零（黒田崇矢）、波羅夷空却（葉山翔太）、四十物十四（榊原優希）、天国獄（竹内栄治）
11. 1 2 3  東方天乙統女（小林ゆう）、勘解由小路無花果（たかはし智秋）、碧棺合歓（山本希望）